# Betriebshof R-5 Annopol

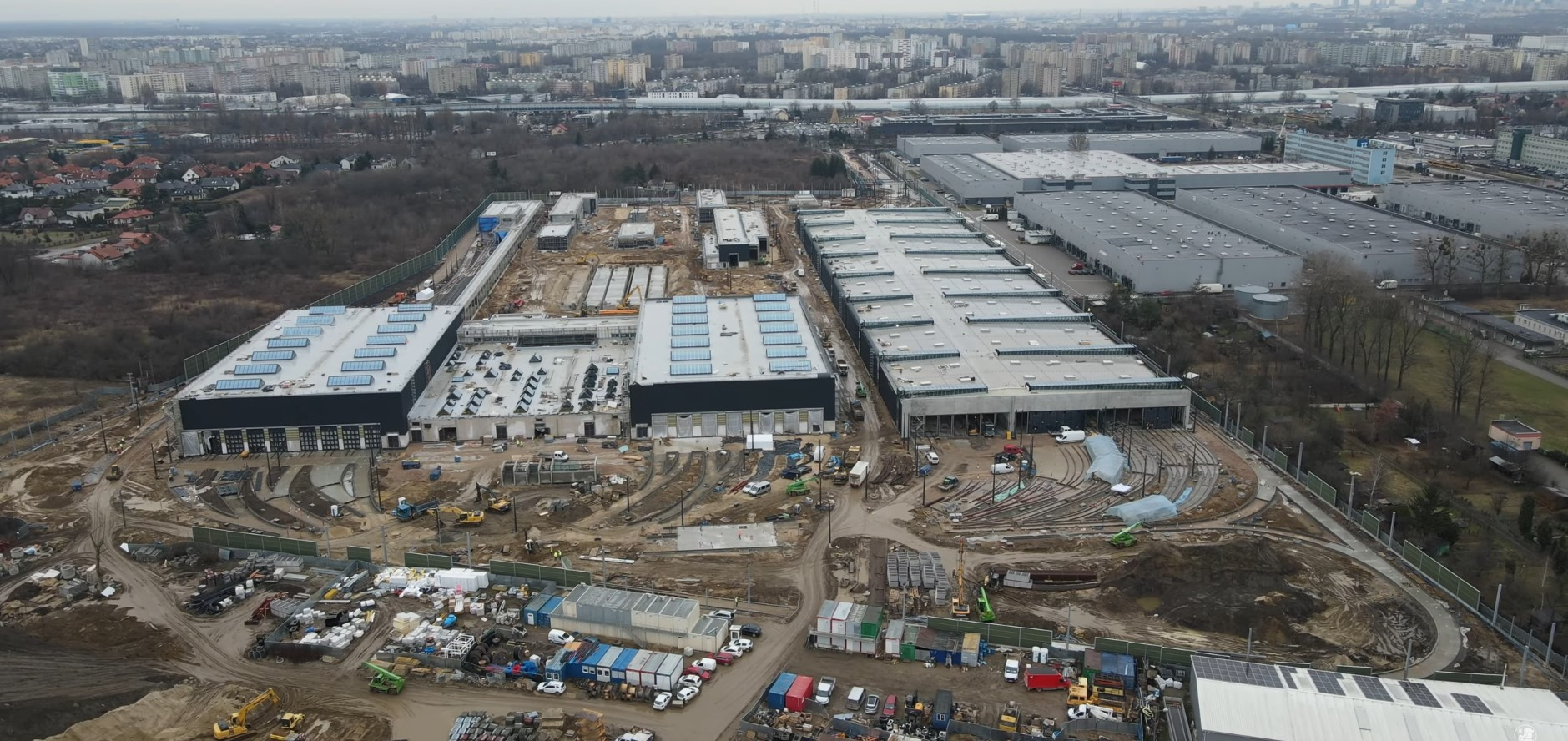
Der Betriebshof im Bau (Dezember 2023) aus Richtung Norden

Der Betriebshof R-5 Annopol, im Polnischen als Zakład Realizacji Przewozów „Annopol” − R-5 bezeichnet, ist der jüngste und größte der Warschauer Straßenbahn. Er liegt im Stadtteil Brzeziny des Warschauer Bezirks Białołęka zwischen der Ulica Annopol, der Ulica Inowłodzkiej, der Ulica Białołęcka und der Ulica Pawła Włodkowica und wurde am 29. Oktober 2024 eröffnet.

## Geschichte
Der Bau eines Depots in Annopol war bereits seit den 1960er Jahren geplant. Der Allgemeine Bebauungsplan für die Hauptstadt Warschau von 1992 sah die Schaffung einer Landreserve für ein geplantes Straßenbahndepot vor als Ersatz für den zur Schließung anstehenden Betriebshof in Praga. Im Entwicklungsplan für Warschau, angenommen am 9. Juli 2001, wurde erneut eine Landreserve für ein neues Depot in Annopol bestätigt, diesmal in einer Form und Lage, die dem aktuellen Standort entspricht. Die Studie über Bedingungen und Richtungen der räumlichen Entwicklung der Hauptstadt Warschau, angenommen im Jahr 2006, sah erneut die Existenz eines Straßenbahndepots in Annopol vor.
Im Jahr 2017 wurde ein Umweltbescheid erwirkt und eine Vereinbarung zur EU-Ko-Finanzierung unterzeichnet. Im Dezember 2021 erfolgte eine Vereinbarung mit dem Konsortium der Unternehmen ZUE S.A. und Yörük Yapı Inşaat A.Ş zur Bauausführung. Die gesamten Baukosten wurden auf 688,7 Millionen PLN (umgerechnet rund 149 Millionen Euro) geschätzt. Im Januar 2022 übergab das Unternehmen Tramwaje Warszawskie das Grundstück für den Bau des Betriebshofes. Der Bau sollte ursprünglich im Februar 2024 abgeschlossen sein, aufgrund einer Explosion auf der Baustelle verzögerten sich die Arbeiten jedoch. Letztlich wurde er zusammen mit der neuen Straßenbahnstrecke nach Wilanów am 29. Oktober 2024 in Betrieb genommen.

## Ausstattung
Der Betriebshof hat seinen Haupteingang an der ul. Inowłodzka, über den auch Zufahrt der Straßenbahnen erfolgt, und es gibt eine zusätzliche Feuerwehrzufahrt von der ul. Paweł Włodkowic aus.
Er erstreckt sich über eine Fläche von 11,8 Hektar und verfügt auf dem Depotgelände über mehrere große Hallen. Die Hauptabstellhalle (70 × 272 Meter) hat 19 Gleise, es gibt eine Werkstatthalle (154 × 83 Meter) mit 7 plus 9 Gleisen für die Abwicklung täglicher Wartungsarbeiten, eine dreigleisige, südlich gelegene Werkstatthalle (20 × 84 Meter), eine zweigleisige Halle (12 × 55 Meter) für die Eingangskontrolle sowie eine 78 Meter lange, eingleisige Waschstraße. Dazu kommen die notwendigen Verwaltungs- und Sozialgebäude. Die mit einem intelligenten Steuerungssystem ausgestattete Anlage mit insgesamt 100 Weichen kann bis zu 150 Niederflurstraßenbahnen bedienen und beherbergen.
Der Betriebshof Annopol ist nicht nur das modernste, sondern auch das ökologischste Depot in Warschau. Dies wird unter anderem durch den Einsatz von Wärmepumpen und vertikalen Wärme- und Kältespeichern, einer Photovoltaikanlage mit einer Leistung von ca. 330 Kilowatt, der Nutzung von Grauwasser (in Tanks mit 1200 Kubikmetern Fassungsvermögen) für wirtschaftliche Zwecke (Toilettenspülung, Platzwaschen und Grünflächenbewässerung), vertikale Fassadenbegrünung an fünf Gebäuden (ca. 4000 Quadratmeter), Bepflanzung von Lärmschutzwällen (ca. 4500 Quadratmeter) und einer Begrünung des Depotgeländes von zusammen 2,4 Hektar Fläche, also ca. ein Fünftel der Gesamtfläche, erreicht.

## Bestand
Auf dem Betriebshof Annopol waren zu Beginn nur etwa 25 Fahrzeuge für die Linien 1, 3, 4 und 25 untergebracht, der Betrieb wurde in den ersten Wochen langsam hochgefahren. Derzeit (Februar 2025) stehen dort im Gesamtbestand 114 Fahrzeuge. Eine Reserve bleibt für Fahrzeuge, die die geplante Strecke nach Zielona Białołęka bedienen sollen.